# Lissonota distincta
Lissonota distincta là một loài tò vò trong họ Ichneumonidae.